# Ovoidesmus bifurcatus
Ovoidesmus bifurcatus är en mångfotingart som beskrevs av Schiøtz 1967. Ovoidesmus bifurcatus ingår i släktet Ovoidesmus och familjen Gomphodesmidae. Inga underarter finns listade i Catalogue of Life.